# Siège d'Aiguillon
Guerre de Cent Ans
Batailles
Le siège d'Aiguillon est un affrontement de la guerre de Cent Ans. Il débute le 1er avril 1346, lorsqu'une armée française commandée par le prince Jean le Bon vient assiéger la ville d'Aiguillon, défendue par les troupes anglaises et gasconnes du baron Ralph de Stafford.
En 1345, le commandant anglais Henri de Grosmont est envoyé en Gascogne avec 2 000 hommes et remporte plusieurs victoires sur les Français. La réaction française prend la forme d'une armée de 15 000 à 20 000 hommes dirigée par le fils du roi Philippe VI. Elle arrive dans la région au début de 1346 et vient assiéger la place forte stratégique d'Aiguillon, située au confluent du Lot et de la Garonne.
Les opérations françaises sont perturbées par les fréquentes sorties de la garnison anglo-gasconne. Le gros de l'armée anglaise, stationné à La Réole, constitue une menace permanente pour le prince Jean, dont les lignes de ravitaillement ne cessent de s'étirer. Au mois de juillet, l'armée anglaise principale débarque dans le Nord de la France. Le roi Philippe ordonne à plusieurs reprises à son fils d'abandonner le siège d'Aiguillon pour le rejoindre avec ses troupes, mais Jean refuse, considérant qu'il s'agit d'une affaire d'honneur. Les assiégeants manquent de ravitaillement, sont frappés par une épidémie de dysenterie et connaissent de nombreuses désertions.
Le prince Jean finit par ordonner la levée du siège le 20 août. Harcelé par les Anglais, il ne rejoint son père dans le nord qu'au mois de septembre, trop tard pour empêcher sa défaite écrasante à la bataille de Crécy.

## Contexte

La France et l'Angleterre en 1328.

Après la conquête normande de l'Angleterre, en 1066, les rois d'Angleterre détiennent des titres et des terres en France qui font d'eux des vassaux des rois de France. Au fil des siècles, l'étendue des possessions anglaises en France varie ; elle se limite en 1337 à la Gascogne et au Ponthieu. De tempérament indépendant, les Gascons préfèrent avoir pour suzerain le lointain roi d'Angleterre qu'un roi de France davantage susceptible de se mêler de leurs affaires.
Le 24 mai 1337, à la suite d'une série de disputes entre le roi de France Philippe VI et le roi d'Angleterre Édouard III, le Conseil du roi décide de confisquer le duché d'Aquitaine, c'est-à-dire la Gascogne, Édouard ayant manqué à ses obligations comme vassal de Philippe. Cet événement marque le début de la guerre de Cent Ans, qui met aux prises les deux royaumes pendant les cent seize années qui suivent.
Avant le début du conflit, la Gascogne exporte annuellement plus de 110 millions de litres de vin,. La couronne anglaise tire la majeure partie de ses revenus des taxes qu'elle prélève sur cette marchandise à Bordeaux. Avec plus de 50 000 habitants, Bordeaux est plus peuplée que Londres et peut-être plus riche que la capitale anglaise. Néanmoins, l'emprise française sur la Gascogne est telle que la ville n'est plus autonome en termes de ravitaillement et doit faire venir sa nourriture d'Angleterre. Les Français sont bien conscients que l'interruption des communications navales est susceptible d'affamer la Gascogne et de porter un coup sévère à l'économie anglaise.
Bien que la Gascogne soit à l'origine de la guerre, Édouard n'a guère de ressources à lui consacrer et les opérations anglaises se déroulent plutôt dans le nord de la France. Les Gascons ne peuvent compter que sur eux-mêmes et les Français les pressent fortement,. Ils assiègent Bordeaux en 1339 et parviennent à pénétrer dans l'enceinte de la ville avant d'être repoussés. En règle générale, les Gascons peuvent mobiliser entre 3 000 et 6 000 hommes, principalement des fantassins, mais la majeure partie de ces soldats forment la garnison de leurs places fortes et ne peuvent être déplacés.

Carte de la chevauchée d'Henri de Grosmont en Gascogne en 1345.

La frontière entre les territoires anglais et français en Gascogne n'est pas clairement définie et le concept même de frontière relève de l'anachronisme. Il n'est pas rare qu'un propriétaire terrien aie plusieurs suzerains différents en fonction de l'emplacement de ses différents domaines. La plupart de ces domaines possèdent au moins une tour ou un donjon, voire un château pour les plus vastes. Les goulets d'étrangelement sont fortifiés pour gêner les mouvements de troupes et prélever des droits de passage, et des bourgs fortifiés se développent autour des ponts et des gués permettant de franchir les nombreux cours d'eau de la région. Les armées peuvent vivre sur le pays, mais elles doivent se déplacer régulièrement. Si elles souhaitent rester immobiles un certain temps, pour assiéger un château par exemple, un accès au réseau fluvial est vital pour le ravitaillement et le transport des machines de siège. L'art de la guerre se résume essentiellement au contrôle des châteaux et autres places fortes, ainsi que l'allégeance d'une noblesse locale parfois volage,.
Après huit années de conflit, l'Angleterre ne contrôle en Gascogne qu'une bande de terre le long du littoral, de Bordeaux à Bayonne, ainsi que quelques forteresses isolées à l'intérieur des terres. Cette situation change en 1345, lorsque le baron anglais Henri de Grosmont entreprend une campagne-éclair à la tête de troupes anglo-gasconnes. Il écrase deux grandes armées françaises à Bergerac (août) et Auberoche (octobre) et s'empare de plusieurs villes et châteaux dans le Périgord et l'Agenais. Ce faisant, il apporte une profondeur bienvenue aux positions anglaises dans la région. Durant l'hiver de 1345-1346, le baron Ralph de Stafford, bras droit du duc de Lancastre, marche sur la ville hautement stratégique d'Aiguillon. Les habitants de la ville lui ouvrent les portes après avoir attaqué la garnison française.

## Prélude

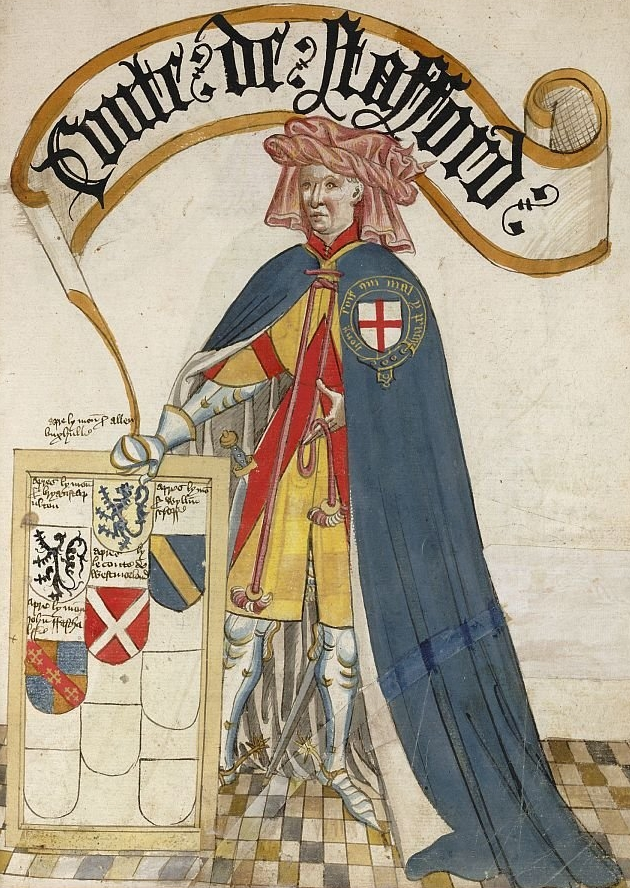
Portrait de Ralph de Stafford dans l' (vers 1430).

Le duc Jean de Normandie, fils et héritier de Philippe VI, reste à la tête de toutes les forces françaises dans le sud-ouest. Il rassemble à Orléans la plus grande armée qu'ait envoyée la France dans la région jusqu'alors, avec le soutien de tous les officiers militaires de la cour. Bien qu'il ait emprunté 330 000 florins an pape, Jean manque de fonds et doit ordonner aux fonctionnaires locaux de lui fournir tout l'argent qu'ils peuvent. Une deuxième armée, composée des contingents du Languedoc, avec des engins de siège et cinq canons, se rassemble à Toulouse,. L'objectif de Jean est d'assiéger la grande ville fortifiée de La Réole, à 35 km de Bordeaux, dont Henri de Grosmont s'est rendu maître l'année précédente. Située au confluent du Lot et de la Garonne, Aiguillon est d'une importance capitale pour le ravitaillement des assiégeants de La Réole,. Elle constitue « la clef de la plaine gasconne » selon l'expression de l'historien Kenneth Fowler.
Henri de Grosmont est conscient qu'aucune offensive française ne peut avoir d'effet durable tant que les Anglais contrôlent Aiguillon. Il renforce donc sa garnison, qui se compose de 300 hommes d'armes et 600 archers sous le commandement de Ralph de Stafford. Les réserves en nourriture et en munitions de la ville sont bien remplies, mais ses défenses sont en mauvais état. L'enceinte principale, qui mesure 820 m de long, est de construction récente, mais elle est inachevée et des fortifications de fortune doivent être édifiées pour combler les brèches. Le pont sur le Lot est fortifié et son entrée est défendue par une barbacane, mais il est vieux de plusieurs siècles et mal entretenu. Deux petits forts se trouvent à l'intérieur de la ville et surplombent la Garonne. L'enceinte est protégée au nord par le Lot et à l'ouest par la Garonne, mais elle est plus facile à aborder au sud et à l'est.

## Le siège

### Les Français arrivent

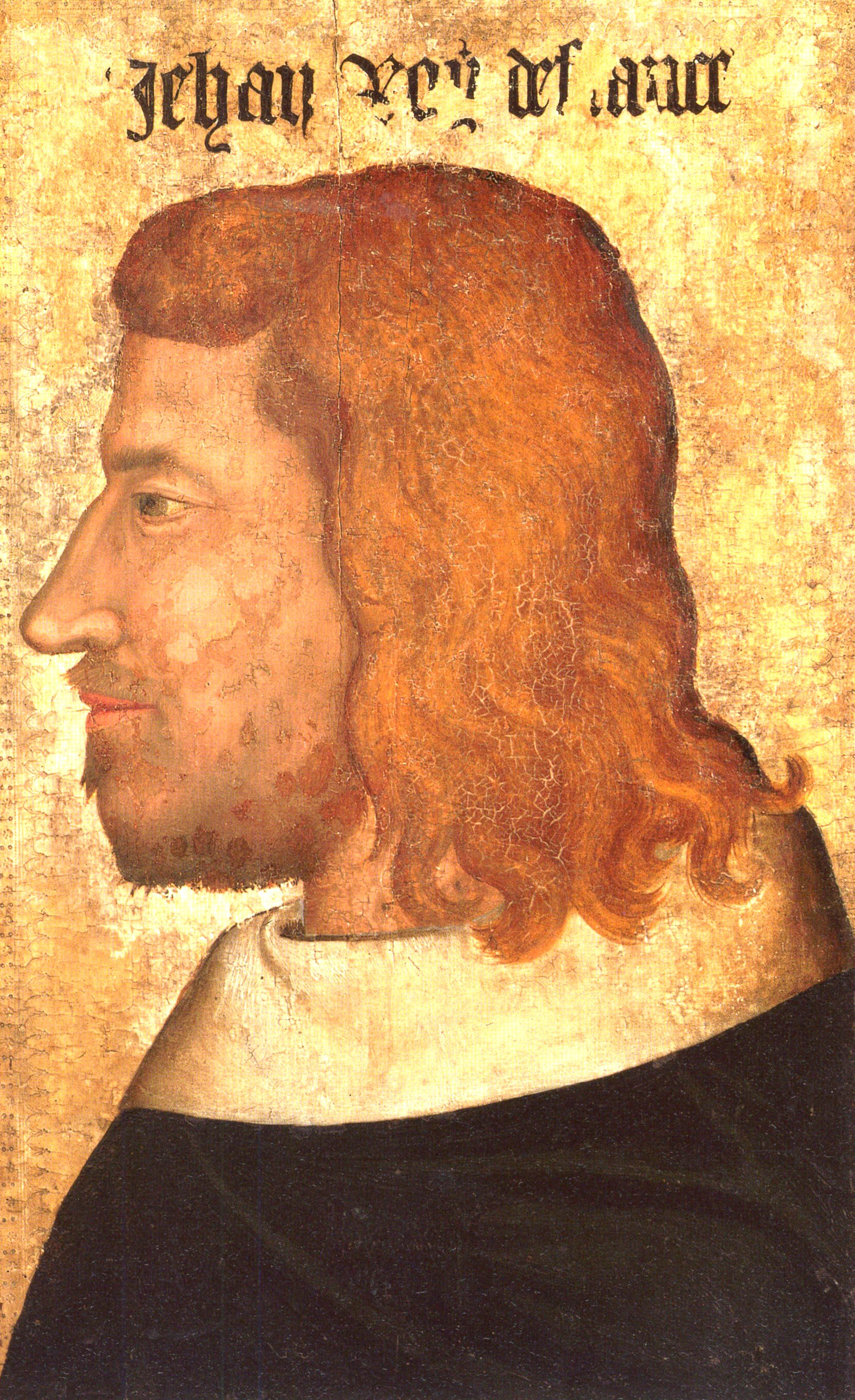
Portrait de Jean II le Bon (anonyme, vers 1350).

Les troupes françaises se mettent en marche très tôt dans la saison. Les deux armées arrivent dans le Quercy dès le mois de mars. Leur nombre est inconnu, mais elles comptent entre 15 000 et 20 000 hommes plus tard dans la même campagne. Elles sont en tout cas nettement plus nombreuses que les forces susceptibles d'être mobilisées par les Anglo-Gascons. Les Français descendent la vallée de la Garonne en partant d'Agen et atteignent Aiguillon le 1er avril. Le lendemain, l'arrière-ban est convoqué dans tout le sud de la France,.
Isoler Aiguillon constitue un problème pour les Français : le Lot et la Garonne définissent trois zones dont ils doivent barrer l'accès, mais scinder l'armée en trois revient à risquer que chacune des trois sections soit attaquée et battue l'une après l'autre. Afin de pouvoir combiner rapidement leurs forces, ils ont besoin de pouvoir franchir rapidement les deux cours d'eau. Ils parviennent facilement à prendre le contrôle d'un pont sur le Lot à 8 km en amont d'Aiguillon, mais pour la Garonne, il leur faut construire un pont à partir de rien. 300 charpentiers se chargent de cette tâche, protégés par 1 400 arbalétriers et un nombre inconnu d'hommes d'armes. La garnison d'Aiguillon les attaque jusqu'à plusieurs fois par jour et parvient à détruire leur travail à deux reprises, mais les Français parviennent à achever leur pont à la fin du mois de mai. Les trois sections de l'armée française édifient d'importantes fortifications de terrain pour se protéger des sorties de la garnison d'Aiguillon et de l'armée d'Henri de Grosmont (qui a hérité entre-temps du titre de duc de Lancastre), stationnée à La Réole,,.

### Les opérations françaises

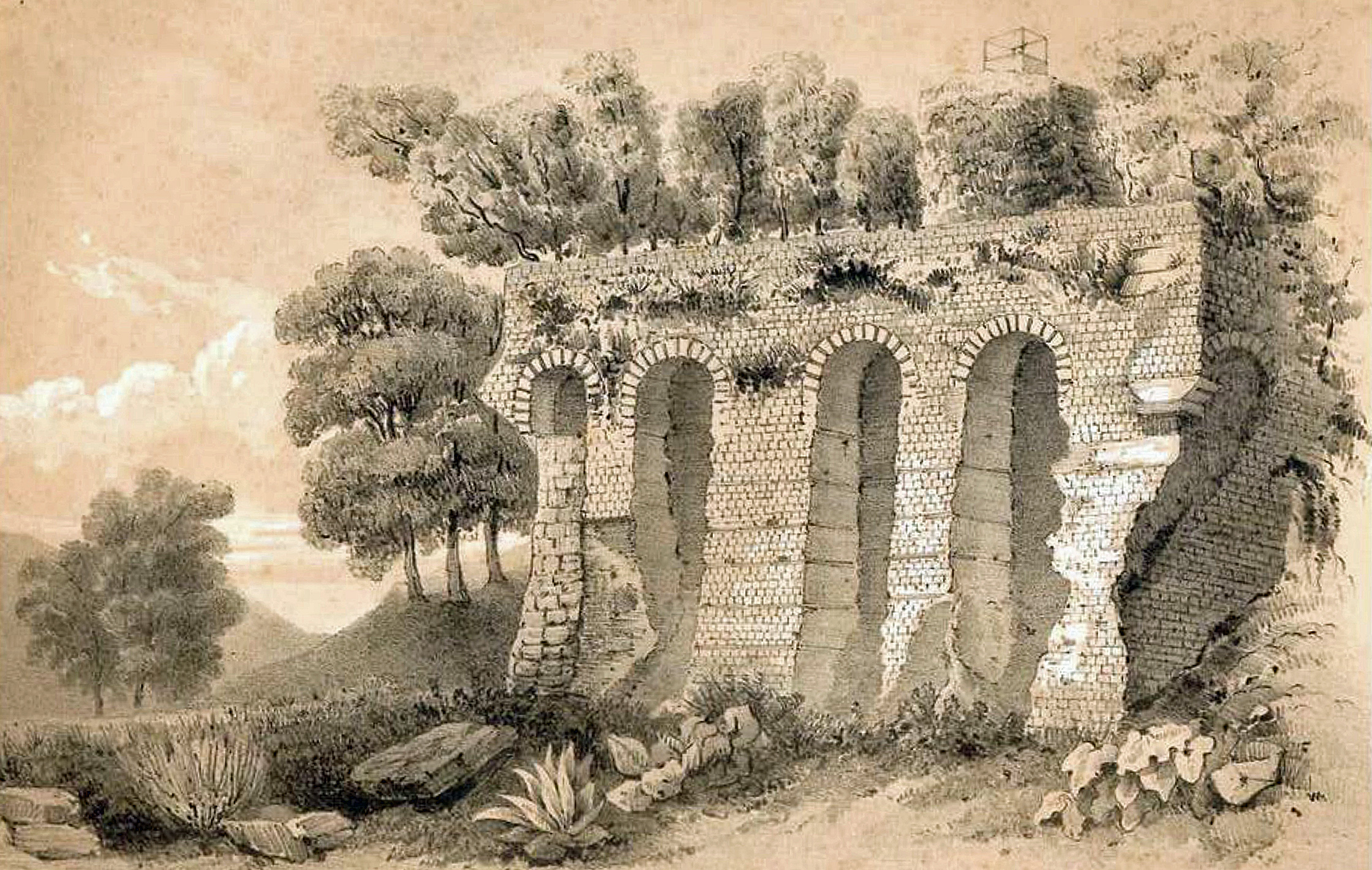
Structures antiques partiellement intégrées à l'enceinte d'Aiguillon à l'époque médiévale (gravure de 1855).

Quelques jours suffisent aux Français pour épuiser le ravitaillement disponible aux alentours d'Aiguillon. Ils dépendent dès lors entièrement des cours d'eau pour leur logistique. L'armée anglo-gasconne de La Réole harcèle les fourrageurs français, intercepte leur ravitaillement et les maintient dans un état d'alerte permanent. La dysenterie ne tarde pas à faire son apparition dans le camp français. À la mi-juin, les Français tentent de faire parvenir deux barges chargées de ravitaillement au contingent stationné à l'ouest de la Garonne. Ils doivent leur faire franchir le pont fortifié sur le Lot, qui est occupé par la garnison anglo-gasconne. Cette dernière mène une sortie depuis la barbacane, traverse les lignes françaises et s'empare des barges pour les ramener à l'intérieur de la ville. Au terme de plusieurs heures d'âpres combats, les Anglo-Normands parviennent à faire rentrer les barges dans la ville, mais ils doivent refermer les portes devant les soldats qui ont réussi à s'en emparer. Les survivants sont faits prisonniers par les Français.
Aiguillon n'est jamais entièrement isolée pendant le siège. Les Anglo-Gascons parviennent à franchir les lignes françaises avec du ravitaillement et des renforts, notamment au mois de juillet,. Les Français concentrent leurs efforts au sud, où une douzaine d'engins de siège (probablement des trébuchets) bombardent sans interruption la ville, pour des résultats insatisfaisants. Ils tentent une offensive du côté nord en juillet en utilisant trois tours de siège montées sur des barges pour franchir le Lot. L'une d'elles est coulée par un projectile lancé par un trébuchet anglais et l'offensive est abandonnée.
Le siège d'Aiguillon était censé n'être qu'un prélude à celui de La Réole pour le duc Jean, mais son incapacité à prendre la ville en fait une affaire d'honneur chevaleresque pour lui. Il fait le serment de rester jusqu'à ce qu'Aiguillon soit occupée. Quand juillet arrive, les Français en sont réduits à faire venir leur ravitaillement de plus de 300 km à la ronde, une distance excessive pour les moyens de transport du XIVe siècle. À la fin du mois, ils subissent un revers lorsque le sénéchal de l'Agenais Robert de Houdetot est battu et fait prisonnier par Gaillard de Durfort en essayant de s'emparer du château de Bajamont, à une dizaine de kilomètres d'Agen, d'où les Anglais perturbent les lignes de communication françaises,. La situation devient critique dans le camp français : hommes et chevaux meurent de faim, l'épidémie de dysenterie s'aggrave et les désertions, notamment au profit des Anglais, sont de plus en plus nombreuses.

### Les Français se retirent
Le 12 juillet 1346, une armée anglaise forte de 7 000 à 10 000 hommes, menée par le roi Édouard III en personne, débarque près de Saint-Vaast-la-Hougue, dans le nord-ouest de la Normandie. Avec le soutien de leur flotte, les Anglais entreprennent une chevauchée durant laquelle ils pillent les villes de cette riche région et détruisent une grande partie de la marine française. Philippe VI demande à son fils de quitter la Gascogne et de ramener ses troupes dans le nord. Après un débat houleux avec ses conseillers (et, selon certains textes, le messager de son père), le prince Jean annonce qu'il refuse de partir tant que son honneur est en jeu. Philippe VI convoque l'arrière-ban du nord de la France le 29 juillet à Rouen, tandis que les Anglais atteignent la Seine le 7 août. Le roi de France ordonne à nouveau à son fils de lever le siège d'Aiguillon pour le rejoindre. Le 12 août, les Anglais ne sont plus qu'à une trentaine de kilomètres de Paris.
Le duc Jean tente de négocier une trêve locale le 14 août, mais Henri de Grosmont refuse ses propositions, car il voit bien que la situation lui est favorable. Au bout de cinq mois d'un siège infructueux, les Français quittent en hâte les abords d'Aiguillon le 20 août. Ils laissent leur campement sous la surveillance de conscrits du cru qui ne tardent pas à déserter, laissant les Anglo-Gascons récupérer le matériel français, dont leurs engins de siège et de nombreux chevaux. La retraite française commence dans le désordre, avec des bousculades sur le pont de la Garonne qui entraînent la noyade de plusieurs soldats. La garnison du baron Stafford les pourchasse sans relâche avec l'aide d'autres forces locales anglo-gasconnes. Elles s'emparent d'une partie du train de bagages personnel du duc Jean. Plusieurs places fortes françaises tombent entre leurs mains dans la vallée du Lot en amont d'Aiguillon et entre le Lot et la Dordogne.

## Conséquences

Carte de la chevauchée d'Henri de Grosmont de 1346.

L'armée du duc Jean rejoint le roi Philippe VI le 7 septembre ou peu après, deux semaines après sa défaite écrasante à la bataille de Crécy, durant laquelle l'armée française du Nord, forte de 20 000 à 25 000 hommes, a subi de lourdes pertes. Après Crécy, les Français doivent dégarnir leurs places fortes du Sud-Ouest pour réunir une nouvelle armée capable de faire face à la principale force anglaise dans le Nord-Est. Henri de Grosmont se retrouve ainsi ainsi dans une région presque complètement vidée de ses défenseurs.
De septembre à novembre, Henri de Grosmont lance trois offensives distinctes. Des troupes gasconnes assiègent les derniers bastions français dans le Bazadais, dont la ville de Bazas, et en prennent le contrôle. D'autres unités gasconnes mènent des opérations vers l'est et s'enfoncent dans le Quercy sur plus de 80 km, ce qui perturbe l'administration française dans tout le centre et le sud de la France. De son côté, le duc de Lancastre prend la tête d'une unité réduite (un millier d'hommes d'armes et peut-être autant d'archers) pour entreprendre une grande chevauchée qui le conduit à plusieurs centaines de kilomètres au nord. Il s'empare de nombreuses places fortes dans la Saintonge et l'Aunis, ainsi que de la riche ville de Poitiers. La lutte franco-anglaise quitte ainsi les frontières de la Gascogne pour se poursuivre loin à l'intérieur du territoire français.